# Janina Smoszewska
Janina Smoszewska (ur. 24 grudnia 1918 w Moskwie, zm. 30 czerwca 1977 w Warszawie) – polska tancerka baletowa.

## Życiorys
Córka Zygmunta Smoszewskiego i Anny Woroncow-Daszkow. Od 1932 była uczennicą Szkoły Tańca Scenicznego Tacjanny Wysockiej, od 1935 weszła w skład jej zespołu baletowego z którym występowała m.in. we Włoszech, Niemczech, Belgii i Francji (przez pewien czas w Casino de Paris). W kraju związana była ze scenami warszawskimi, Teatrem Polskim, Teatrem Narodowym, Teatrem Letnim oraz w teatrach rewiowych m.in. Cyruliku Warszawskim. Podczas II wojny światowej uczyła tańca w szkole Tacjanny Wysockiej, od 1941 z jej zespołem występowała w restauracji Adria. W 1945 znalazła się w Zakopanem, gdzie występowała w Teatrze Artystów. Od 1946 przez rok mieszkała w Krakowie, uczestniczyła tam w koncertach i imprezach muzycznych. Pod koniec 1947 wróciła do Warszawy i do 1951 była solistką Opery, gdzie zwróciła na siebie uwagę partią Panny Najcnotliwszej i Diablicy w "Panu Twardowskim" Ludomira Różyckiego. Od 1951 do 1955 grała na scenie Teatru Syrena, w 1954 poślubiła Edwarda Dziewońskiego, po urodzeniu syna Romana opuściła scenę.